# L'Abaia
L'Abaia (en piemontès la Badia, en italià Abbadia Alpina) és una frazione del municipi de Pineròl, a les Valls Occitanes, a l'est d'Occitània, entre els rius Lemina i Cluson.
Antany, va pertànyer a un monestir benedictí, fundat el 1064 per Adelaida, la comtessa de Torí.
Al segle xix era un municipi independent, part del manament de Pineròl, a la província de Pineròl. El 1855 tenia 192 cases, 315 famílies i una població de 1.406 habitants. El 1928 fou annexat a Pineròl.

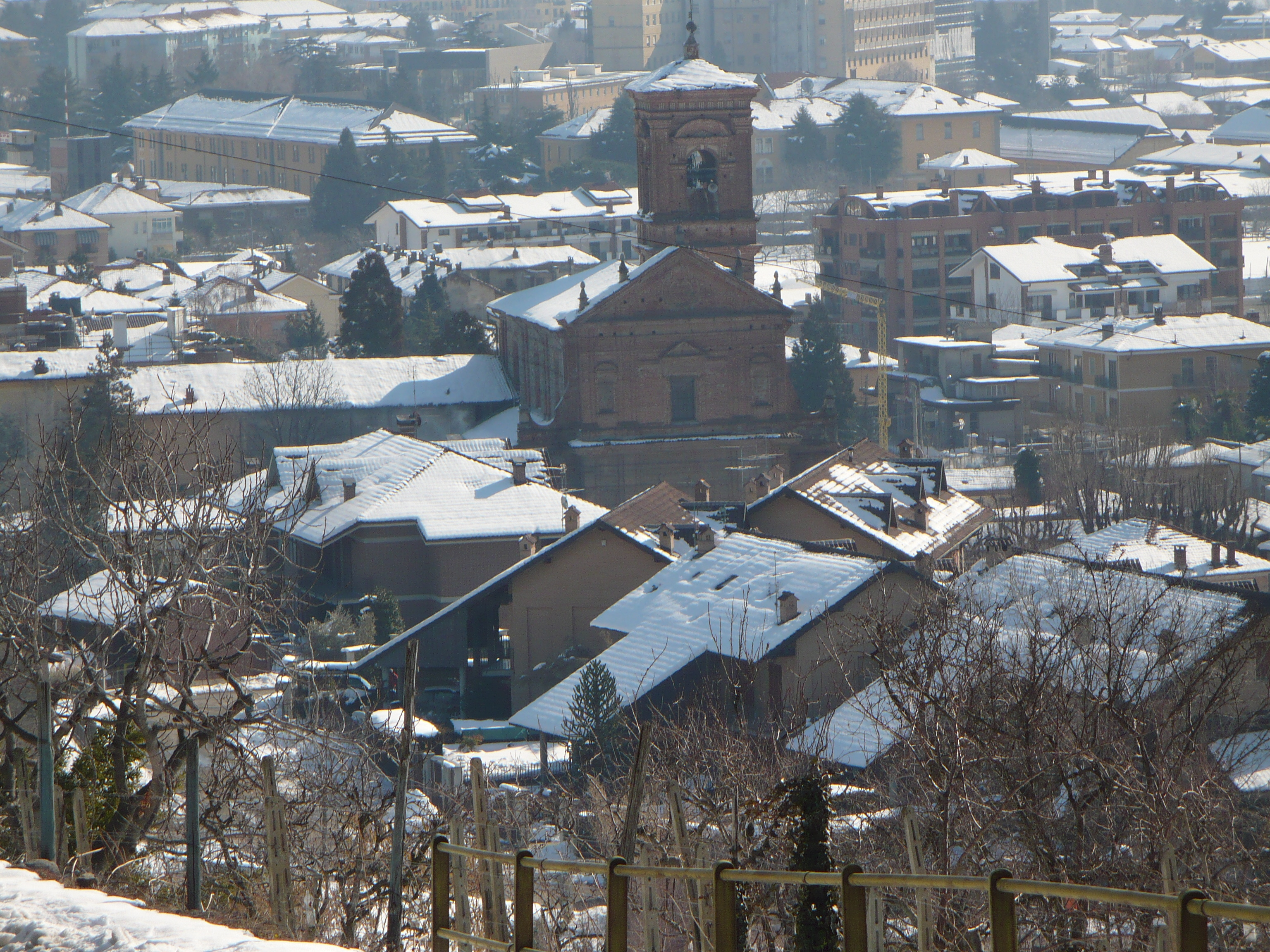
L'església de sant Veran